# 雷德蘭鎮區 (阿肯色州內華達縣)
雷德蘭鎮區（英語：Redland Township）是位於美國阿肯色州內華達縣的一個行政鎮區。

## 地方資料
雷德蘭鎮區的面積為157.19平方千米，當中陸地面積為155.76平方千米，而水域面積為1.43平方千米。根據2010年美國人口普查的數據，當地共有人口447人，而人口密度為每平方千米2.84人。